# Feliniopsis oxydata
Feliniopsis oxydata là một loài bướm đêm trong họ Noctuidae.